# Mariajaar

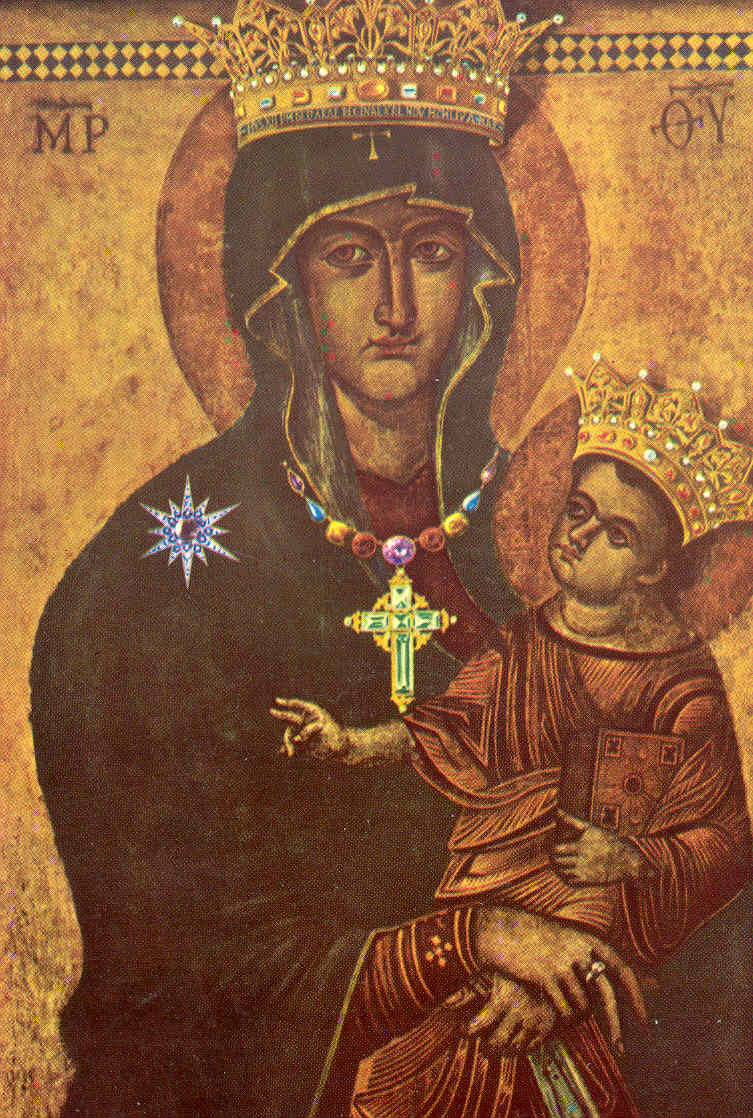
Icoon van de Salus Populi Romani. De inscriptie op de kroon van de Maagd luidt: Pius XII PM Deiparae Reginae Kal MCMLIV A Mar (1954).

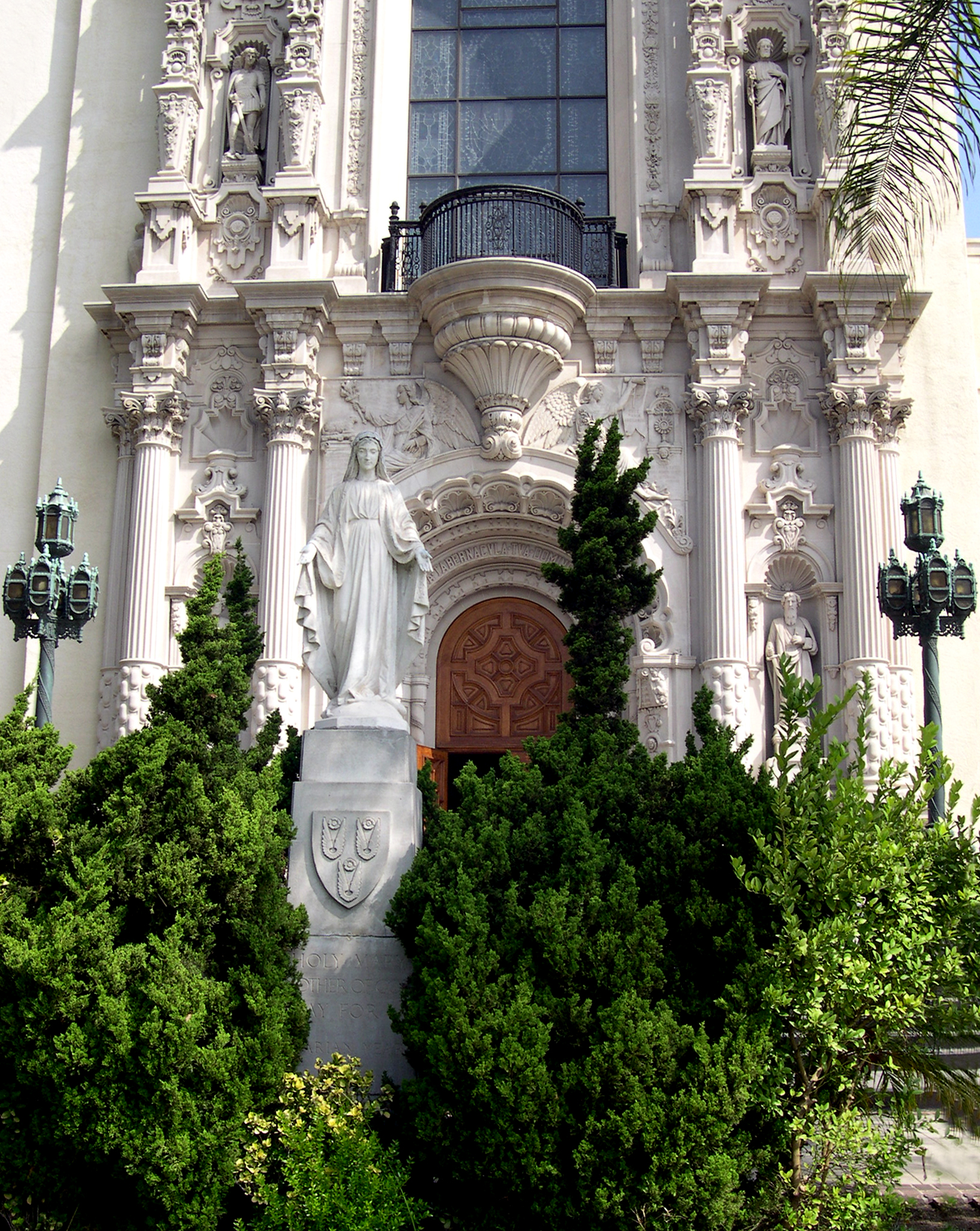
Standbeeld van de Maagd Maria ter herdenking van het eerste Mariajaar in 1954, in de St Vincent Church van Los Angeles

Een Mariajaar is een aanduiding die door de Rooms-Katholieke Kerk gegeven wordt aan kalenderjaren waarin Maria, de moeder van Jezus, bijzonder vereerd en gevierd moet worden. Mariajaren volgen geen vast patroon. In tegenstelling tot een Heilig jaar is er geen vastgelegde cyclus of startdatum, noch hoeft een Mariajaar daadwerkelijk een heel jaar te duren. Ook de aanleiding tot een Mariajaar ligt niet vast. Een Mariajaar kan worden uitgeroepen door een bisschop ten behoeve van zijn bisdom, door een nationale bisschoppenconferentie voor een land, of door de Paus voor een mondiaal Mariajaar. Dit laatste gebeurde tot tweemaal toe, te weten in 1954 (uitgeroepen door paus Pius XII) en in 1987 (uitgeroepen door paus Johannes Paulus II). In beide Mariajaren werden Mariadevotie, Mariabedevaarten en Mariabijeenkomsten afgekondigd.

## Bisdom
- 1937: Op 15 augustus 1937 ging in het bisdom Chartres (Frankrijk) een Mariajaar in, ter gelegenheid van het derde eeuwfeest van de toewijding van koning Lodewijk XIII aan Maria in 1638[2]
- 1939: Op 14 augustus 1939 ging in het bisdom Roermond een Mariajaar in, een initiatief van de bisschop Lemmens.[3]
- 2003: Op 30 april 2003 ging in het bisdom 's-Hertogenbosch een Mariajaar in, een initiatief van bisschop Hurkmans.[4] Het jaar, dat tot 27 december 2003 duurde, werd ingesteld ter ere van het genadebeeld "Zoete Moeder" dat 150 jaar daarvoor was teruggekeerd na jarenlang in Brussel verstopt te zijn geweest, teneinde aan de beeldenstorm te ontkomen.[5]

## Nationaal
- 2019: Op 8 december 2019 ging in Argentinië een nationaal Mariajaar in. Het jaar werd ingesteld ter ere van het beeldje Nuestra Señora del Valle (Onze Lieve Vrouwe van de Vallei) dat 400 jaar daarvoor werd gevonden in het bisdom Catamarca.[6]

## Internationaal

### Pius XII (1954)
In 1953 vaardigde paus Pius met de encycliek Fulgens corona een internationaal Mariajaar uit voor 1954. Het werd uitgeroepen ter gelegenheid van de honderdste verjaardag van het dogma van de Onbevlekte Ontvangenis van de maagd Maria. Het jubileumjaar, dat liep van december 1953 tot december 1954, was gevuld met activiteiten rondom Maria, op het gebied van mariologie, culturele evenementen en liefdadigheids- en sociale bijeenkomsten. 
De paus stimuleerde toepasselijke preken en verhandelingen, met als doel het vergroten van het geloof in en de toewijding aan de Moeder Gods. Het werd tevens aangemoedigd om kerken, heiligdommen en altaren die aan Maria gewijd waren, overal in te zetten om Christenen bij het jaar te betrekken. De Paus legde daarbij bijzonder de nadruk op vieringen in de Grot van Lourdes. 
Op 11 oktober 1954 vaardigde Pius XII de encycliek Ad Caeli Reginam uit waarin de liturgische gedachtenis van Maria Koningin werd ingesteld.

### Johannes Paulus II (1987)
Op nieuwjaarsdag 1987 begon paus Johannes Paulus II een Mariajaar, dat liep van 7 juni 1987 (Pinksteren) tot 15 augustus 1988 (op Maria-Tenhemelopneming), ter voorbereiding van het komende millennium . Volgens Diarmuid Martin, van de Pauselijke Commissie voor Gerechtigheid en Vrede, was de kerk na het Tweede Vaticaans Concilie erg theoretisch geworden, en wilde de Heilige Vader met dit Mariajaar graag een hernieuwde interesse voor religieuze tradities en gebruiken aanwakkeren.
De paus publiceerde de encyclopedische encycliek Redemptoris Mater, de langste Maria-encycliek die ooit door een paus is geschreven. Het bevatte de status van het geloof in Maria, en de Mariologie voor het begin van de 21e eeuw, en diende daarmee als het "belangrijkste leermiddel voor ons spiritueel leven en pastorale actie tijdens het Mariajaar". Bisschop Gérard Dionne van de Edmundston zei: "In een tijd waarin er zoveel verschillende vormen van devotie en theologische reflectie over Maria zijn die niet officieel zijn goedgekeurd door de kerk, is het belangrijk om te kunnen vertrouwen op de gezaghebbende leer van de paus."
Voor de start van het Mariajaar werd een replica van de beeltenis Madonna della Colonna buiten op het Sint-Pietersplein geplaatst. Dit was op initiatief van een student (?), die Paus Johannes Paulus II had benaderd met de mededeling dat het Sint-Pietersplein kil en incompleet zou zijn zonder een Mariaportret. 